# Pierre Boutang
Pour les articles homonymes, voir Boutang.
Pierre Boutang, né le 20 septembre 1916 à Saint-Étienne et mort le 27 juin 1998 à Saint-Germain-en-Laye, est un romancier, poète, traducteur , philosophe français qui a été titulaire de la chaire de métaphysique à la Sorbonne - Paris IV de 1976 à 1986.
Également journaliste politique, il a évolué au sein de cercles maurrassiens, royalistes, gaullistes et chrétiens en politique française.

## Biographie
Normalien (L 1935), agrégé de philosophie en 1939, il participe à la rédaction de L'Étudiant français, le journal des étudiants de l'Action française, puis de l'Action française et se révèle un fervent partisan des idées de Charles Maurras.
Il apprend la déclaration de guerre de 1939 en compagnie de Lucien Rebatet, Thierry Maulnier et Claude Roy.
En 1939, il est sous-lieutenant de tirailleurs algériens. Après la défaite, Maurras l'envoie brièvement auprès de René Gillouin, conseiller personnel du maréchal Pétain, pour le seconder. Boutang crée un cercle Charles Péguy et fonde une brochure politique au titre transparent, intitulée Amis du Maréchal. Il est aussi membre de la Corpo Assas. Début 1942, Boutang est nommé professeur au Maroc où il participe à des intrigues entre milieux maréchalistes anti-allemands et gaullistes.
Muté au lycée de Rabat, il rallie Giraud après le débarquement allié en Afrique du Nord et devient chef de cabinet du secrétaire à l'intérieur dans le gouvernement formé par celui-ci à Alger. Après la débandade de son patron, il intègre l'armée française coloniale (4e régiment de spahis tunisiens en Tunisie et au Maroc, jusqu'en 1946 et sans combat auprès des alliés) puis il est, après la guerre, révoqué de l'Éducation nationale sans pension et avec l'interdiction d'enseigner du fait de ses engagements maréchalistes. Depuis lors, il se consacre notamment au journalisme, collaborant à Aspects de la France dont il est un des piliers et où ses articles d'actualité, d'expression politique royaliste, expriment parfois un antisémitisme virulent. Plus tard, il dira plusieurs fois à ses élèves du lycée Turgot regretter ses attaques contre Jean Zay, « qui était un vrai patriote ».
Il contribue régulièrement au Bulletin de Paris, où, sous pseudonyme, il assure la chronique théâtrale. Cette activité lui permet de rencontrer des personnalités, que ce soit les Hussards (Nimier, Blondin, Déon), Jean Anouilh, Alain Cuny, Silvia Monfort, Jules Supervielle, Gustave Thibon, Armand Robin, Daniel Halévy, le peintre Georges Mathieu, et Emmanuel Levinas. Grâce à son ami Mauricheau-Beaupré, il se liera aussi avec le président Félix Houphouët-Boigny et le Congolais Fulbert Youlou.
Cherchant à rénover le royalisme, à en articuler le message avec le christianisme, il fonde avec son ami Michel Vivier l'hebdomadaire La Nation française en 1955, où signent notamment les Hussards, Gustave Thibon, Armand Robin, etc. Il veut « être à l'abri de Sartre » et des « entrepreneurs en nihilisme ». Tour à tour, et en fonction des événements, il va soutenir le général de Gaulle ou le combattre, en insistant notamment sur le modèle monarchique sur lequel repose, selon lui, la constitution de la Cinquième République. Ses amitiés gaullistes évoquent Michel Debré, Jacques Foccart et Jacques Dauer. Tout en dénonçant ce qu'il appelle la « terreur » pratiquée par le FLN (Front de libération nationale algérien), Boutang refusera de soutenir l'OAS. Cette position, et son soi-disant « philogaullisme », incita certains de ses collaborateurs à fonder L'Esprit public, en décembre 1960, notamment Raoul Girardet, Jean Brune et Philippe Héduy. À partir des années 1970, les interventions politiques de Boutang se raréfient, mais il témoignera une fidélité constante au « comte de Paris », qui l'assurera jusqu'à la fin de sa grande estime et de son amitié.
À la suite d’interventions diverses, notamment d’Edmond Michelet et d’Alain Peyrefitte, Boutang est réintégré dans l’enseignement par de Gaulle en 1967. Il est d’abord professeur de philosophie au lycée Turgot, puis au lycée Marcel-Roby à Saint-Germain-en-Laye (1969-1971), puis devient maître de conférences à l'université de Brest en 1974.
En 1976, il est élu à la chaire de métaphysique de la Sorbonne (par 11 voix contre 6), précédemment occupée par Levinas – élection contre laquelle protestent plusieurs universitaires de gauche tels que Pierre Bourdieu, Jacques Derrida, ou encore Pierre Vidal-Naquet (pétition qui suscite une réprobation quasi unanime : Maurice Clavel et Jean-François Kahn notamment, ainsi que le journal L'Humanité, prennent parti pour Boutang) – où il enseigne jusqu'en 1986, prolongeant ensuite son séminaire à son domicile de Saint-Germain-en-Laye jusqu'à la fin.
Il édite un pamphlet contre Giscard, Précis de Foutriquet en 1980 et appelle à voter François Mitterrand aux élections présidentielles de 1981.
Il meurt le 27 juin 1998.

### Vie personnelle
Il était l'époux de Marie-Claire Boutang, née Canque, enseignante de lettres classiques et helléniste, ainsi que le père du documentariste, producteur et réalisateur Pierre-André Boutang et de l'économiste et essayiste Yann Moulier-Boutang.
Le philosophe René Schérer affirme dans son livre de mémoire avoir connu sa première passion amoureuse avec Pierre Boutang et avoir été son amant.

## Royalisme et philosophie
Boutang est souvent connu comme continuateur de Charles Maurras : il l'est partiellement, tout en rejetant, en 1955, dès la naissance de La Nation française, tout antisémitisme, même « d'État », et en articulant la pensée de la monarchie avec la philosophie ou la théologie chrétiennes. Sa pensée politique tire aussi son mouvement d'une rencontre amicale ou tumultueuse avec Platon, Bossuet, Rousseau, Hegel, et, parmi les contemporains, Gabriel Marcel. L'éclosion du philosophe Boutang s'est déroulée parallèlement à son aventure politique et journalistique (1936-1967), alors que ses textes philosophiques appartiennent aux années 1970-1995. Ses Cahiers (inédits – 1946-1997) témoignent de la constance, en lui, du souci métaphysique, et de l'étendue de ses recherches.
Le royalisme de Pierre Boutang ne se borne ni à un héritage politique, ni à un voisinage avec Jacques Maritain, ni à une filiation avec son maître Gabriel Marcel ; il procède d'une investigation philosophique sur la question du bien commun et de la légitimité, de la mixité du pouvoir, de la naissance et de la justice. Dans la Politique considérée comme un souci (1948), sa démarche emprunte à la phénoménologie. Boutang y offre des lectures de Sophocle, Shakespeare, Kafka, Jünger ou Dostoïevski, qui lui servent à interroger l'essence du politique. Boutang reprend son enquête sur la politique dans Reprendre le pouvoir (1977), où il s'appuie notamment sur une lecture du Philèbe de Platon et où il commente l'interprétation de la Phénoménologie de l'esprit de Hegel par Alexandre Kojève. C'est également dans ce traité que Boutang développe l'idée de la « modification chrétienne du pouvoir ». En métaphysique, domaine où son apport est le plus décisif, Boutang est avant tout un enquêteur de l'être, dans le sillage de Gabriel Marcel, et en dialogue notamment avec Heidegger et avec Platon.
Son Ontologie du secret, dont George Steiner a dit dans ses Dialogues avec P. Boutang qu'il s'agissait de l'un « des maîtres-textes métaphysiques de notre siècle », est le texte de sa thèse soutenue en Sorbonne en 1973. Ce texte constitue la pièce centrale de toute l'œuvre de Pierre Boutang. Elle est articulée sur la métaphore du voyage odysséen, et quoiqu'elle soit redoutée pour sa complexité, elle peut se lire comme un immense poème en prose. Toujours en dialogue avec Steiner il soutient la thèse que pour Antigone « il ne s'agit pas d'un véritable suicide » face à un Steiner qui s'appuie plus classiquement sur le texte de Sophocle « qui ne souffre guère d’ambiguïté », d'après lui. Son Apocalypse du désir (1979) contient notamment une critique de la métaphysique du désir de Gilles Deleuze, de la psychanalyse et de ceux qu'il considère comme de nouveaux sophistes, et réaffirme la dynamique transcendante du désir, portée jusqu'au sang de l'Agneau pascal.

### Rupture avec l'antisémitisme
Son maître Jankélévitch dès son hypokhâgne à Lyon, sa proximité avec son élève Bar Zvi, et sa rencontre avec Martin Buber dont il dira qu'il lui « a permis d'entrer dans l'univers biblique comme personne ne l'a fait, même parmi les chrétiens », sont à l'origine de son intérêt pour la philosophie juive.
Ses positions presque sionistes correspondent à une évolution accomplie entre 1955 et 1985, Boutang extirpant du royalisme « le poison antisémite que son maître [Maurras] et toute une génération antidreyfusarde lui avaient inoculé ». La préface qu'il écrit en 1985 pour le livre Philosophie de l'antisémitisme de Michaël Bar Zvi, son ancien élève, permet de retracer les étapes de sa rupture avec l'antisémitisme de l'Action française, qui le rend « plus judéophile encore que ne l'avaient été Vico et Joseph de Maistre ».

## Critique littéraire, littérature
L'essentiel de la critique littéraire de Pierre Boutang publiée dans la presse a été recueilli dans Les Abeilles de Delphes (1954, réédité en 1999) et La Source sacrée (2003). Dans ces deux œuvres, Boutang reprend la lecture des classiques (comme Cervantès) et d'auteurs peu explorés par les critiques français (T. S. Eliot). Mais ces deux recueils ne forment qu'un premier aspect de l'investigation de Boutang. S'y ajoutent en effet les Commentaires sur Quarante neuf dizains de la Délie de Scève, publiés chez Gallimard en 1953, et salués par Lucien Febvre dans les Annales (1954, vol. 9, p. 14-15) ; deux essais sur William Blake (le second, en 1990, corrigeant celui de 1970), qui ont renouvelé l'étude des fondements mythiques de sa poésie. Le La Fontaine politique dégage les points de rencontre essentiels entre La Fontaine et la philosophie.
En tant que traducteur, on retiendra premièrement l’Art poétique publié en 1987 (dont la préface propose une théorie de la traduction poétique), la traduction de l'Auberge volante de G. K. Chesterton, et celles des Chansons et mythes de William Blake, en 1989. Boutang a également traduit et commenté Le Banquet de Platon (chez Hermann, 1989, avec des gravures de Vieira Da Silva). Cette traduction est souvent considérée comme l'une des meilleures en langue française (notamment par son ancien élève Jean-François Mattéi, spécialiste de Platon et professeur émérite des Universités). On lui doit également une traduction de l'Apologie de Socrate (Wittman, 1946).

## Dernières œuvres
Pierre Boutang explore des thématiques philosophiques fondamentales telles que l’être, le désir, le temps et l’origine du langage. Nourri par une connaissance approfondie des penseurs grecs (notamment Platon et Aristote), des scolastiques (comme Boèce et saint Thomas d’Aquin), ainsi que de la littérature ancienne et moderne (de Dante et Shakespeare à Hölderlin, Rimbaud et Dostoïevski — dont il a préfacé Les Possédés), Boutang s’attache, à travers ses commentaires, à restituer le mouvement même de la pensée de ces auteurs et leur geste créateur. Chez lui, l’analyse du mal et de l’erreur ne se limite pas à une condamnation morale, mais s’inscrit dans une démarche plus complexe de dévoilement et de compréhension.
Tôt remarqué par Vladimir Jankélévitch (qui fut son professeur au lycée du Parc, à Lyon, en classe de khâgne), considéré plus tard comme un maître par Emmanuel Levinas (au témoignage d'anciens élèves comme Jean-Luc Pinson et Michaël Bar Zvi ; cf. leurs témoignages dans le Dossier H consacré à Boutang et la biographie de Levinas par Salomon Malka), interlocuteur et ami de George Steiner (Dialogues sur Abraham et sur Antigone, publiés en 1989), Pierre Boutang a donc occupé une place à la confluence de la philosophie, de la politique, de la théologie, du journalisme et de la littérature.
Les Éditions de la Différence a publié l'ensemble de son œuvre romanesque et des essais. Après sa mort, ses anciens confrères et disciples ont fondé l’Association des amis de Pierre Boutang.
Lucien Jerphagnon ne partageait pas ses idées, mais le voyait comme « le dernier des grands métaphysiciens ».

## Descendance
L’un des fils de Pierre Boutang, Pierre-André Boutang (1937-2008), s’est illustré comme un cinéaste documentariste de renom, reconnu pour ses portraits filmés d’intellectuels tels que Jean-Paul Sartre ou Gilles Deleuze. Après une carrière débutée à l’ORTF dans les années 1960, il devient une figure clé de la télévision culturelle française, occupant des postes de direction à La Sept, puis à la chaîne franco-allemande Arte, où il contribue à développer une programmation exigeante alliant art et pensée. Un autre fils, Yann Moulier-Boutang (né en 1949), économiste et essayiste, a été profondément influencé par le philosophe italien Toni Negri et les idées de l’opéraïsme. Dans les années 1970 et 1980, il s’impose comme l’un des leaders de la mouvance autonome parisienne, un courant radical prônant l’autonomie ouvrière, avant d’évoluer vers des engagements plus institutionnels en rejoignant le parti écologiste Les Verts en 1999, tout en poursuivant une carrière académique marquée par ses travaux sur le capitalisme cognitif.

## Œuvres

### Romans
- La Maison un dimanche. Suivi de Chez Madame Dorlinde, Paris, La Table ronde, 1947. (Rééd. Paris, Éd. de la Différence, 1991).
- Quand le furet s'endort, Paris, La Table ronde, 1948.
- Le Secret de René Dorlinde, Paris, Fasquelle, 1958.
- Le Purgatoire, Paris, Le Sagittaire, 1976.

### Essais, philosophie
- (avec Henri Dubreuil), Amis du Maréchal, Paris, F. Sorlot, coll. « Cahiers des amis du Maréchal », no 1, 1941.
- (avec Bernard Pingaud), Sartre est-il un possédé ? suivi de : Un univers figé, Paris, La Table ronde, 1946.
- La politique : la politique considérée comme souci, Paris, J. Froissart, 1948, réédition Les provinciales, 2014, avec une postface de Michaël Bar Zvi [23].
- La République de Joinovici, Paris, Amiot-Dumont, 1949.
- Les Abeilles de Delphes, Paris, La Table ronde, 1952 ; réédition : Paris, éd. des Syrtes, 1999.
- Commentaire sur quarante-neuf dizains de la 'Délie', Paris, Gallimard, 1953.
- La Terreur en question, Paris, Fasquelle, 1958.
- Ontologie du secret, Paris, PUF, 1973 ; réédition en 2009 avec une préface de Jean-François Mattéi, PUF, collection « Quadrige ».
- Reprendre le pouvoir, Paris, Le Sagittaire, 1977, réédition Les provinciales 2016, avec une préface de Olivier Véron[24].
- Gabriel Marcel interrogé. Entretien de 1970, Paris, Paris, J.-M. Place, 1977.
- Apocalypse du désir, Paris, Grasset, 1979. Réédition aux Ed. du Cerf, 2009.
- La Fontaine politique, Paris, J.-E. Hallier-Albin Michel, 1981.
- Précis de Foutriquet. Contre Giscard, Paris, J.-E. Hallier-Albin Michel, 1981.
- Maurras, la destinée et l’œuvre, Paris, Plon, 1984.
- Art poétique. Autres mêmes, Paris, La Table ronde, 1988.
- Karin Pozzi ou la quête de l'immortalité, Paris, Éd. de la Différence, 1991.
- Le Temps. Essai sur l'origine, Paris, Hatier, 1993.
- (avec George Steiner), Dialogues. Sur le mythe d'Antigone. Sur le sacrifice d'Abraham, Paris, Lattès, 1994.
- William Blake manichéen et visionnaire, La Différence, 1994.
- La Fontaine. Les Fables ou la langue des dieux, Paris, Hachette, 1995.
- La Source sacrée (Les Abeilles de Delphes II, posthume), éd. du Rocher, 2003.
- « Dialogue sur le Mal », in Cahier de l'Herne Steiner, Pierre Boutang et George Steiner, dialogue animé par  François L'Yvonnet, L'Herne, 2003.
- La guerre de Six Jours, Les provinciales, présenté par Olivier Véron, postface de Michaël Bar Zvi.
- Cahier neuf 1943-1949, Pierre-Guillaume de Roux Éditions, 2020.

### Traductions
- Platon, Apologie de Socrate, Paris, J. et R. Wittmann, 1946.
- Platon, Le Banquet, Paris, Hermann, 1972.
- G. K. Chesterton, L'auberge volante (The Flying Inn), Lausanne-Paris, L'Âge d'homme, 1990.
- William Blake, Chansons et mythes, Paris, La Différence, 1989.